# ایستگاه راه‌آهن اولان‌باتور
ایستگاه راه‌آهن اولان‌باتور (مغولی: Улаанбаатар өртөө) ایستگاه اصلی در شهر اولان‌باتور، مغولستان است.
این ایستگاه که در سال ۱۹۴۹ تأسیس شده به راه‌آهن سراسری مغولستان متصل است و بزرگترین ایستگاه راه‌آهن منطقه‌ای و بین‌المللی در کشور مغولستان است.

## نگارخانه

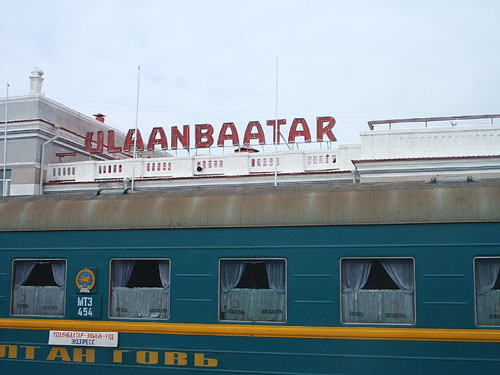
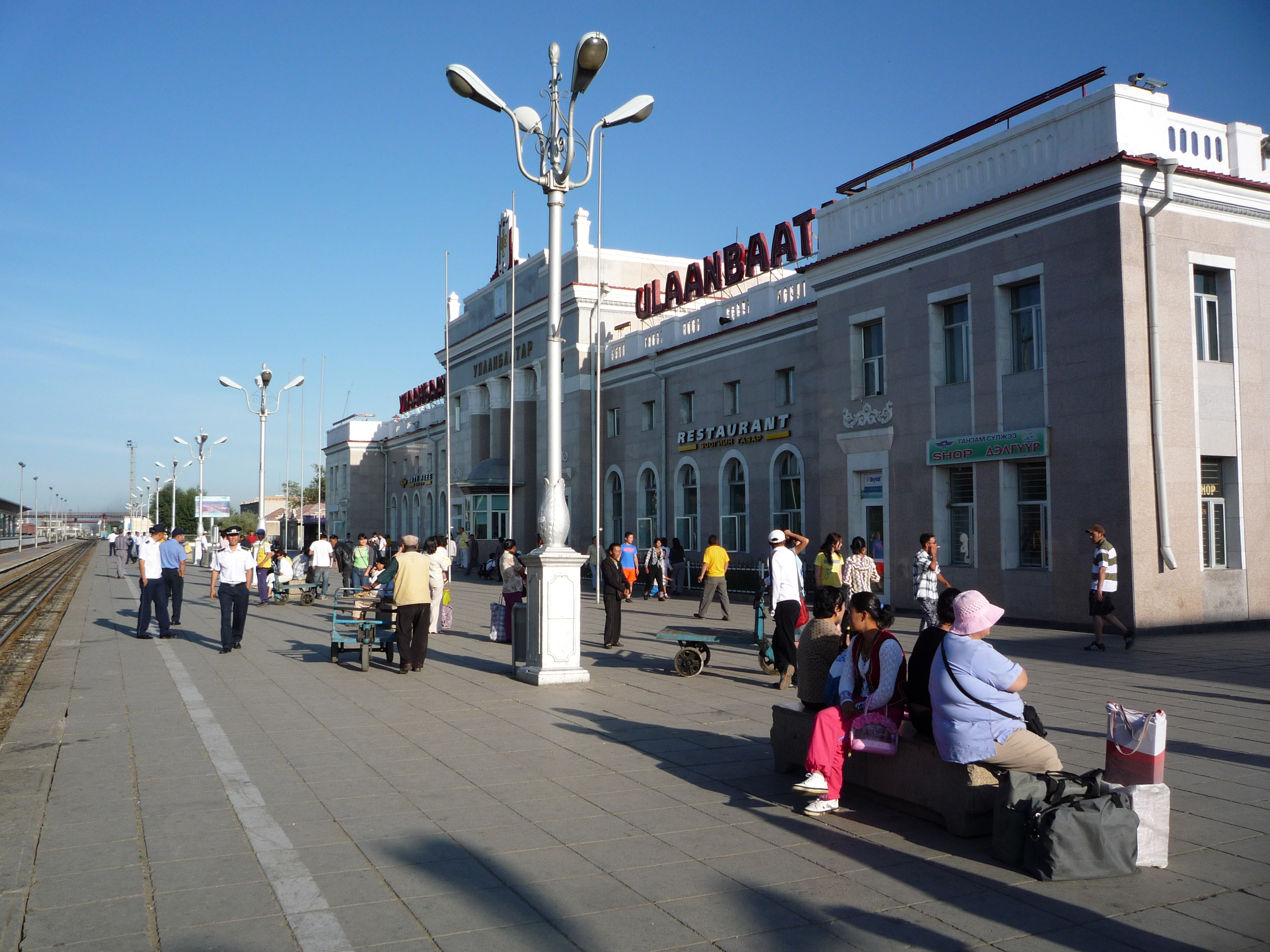
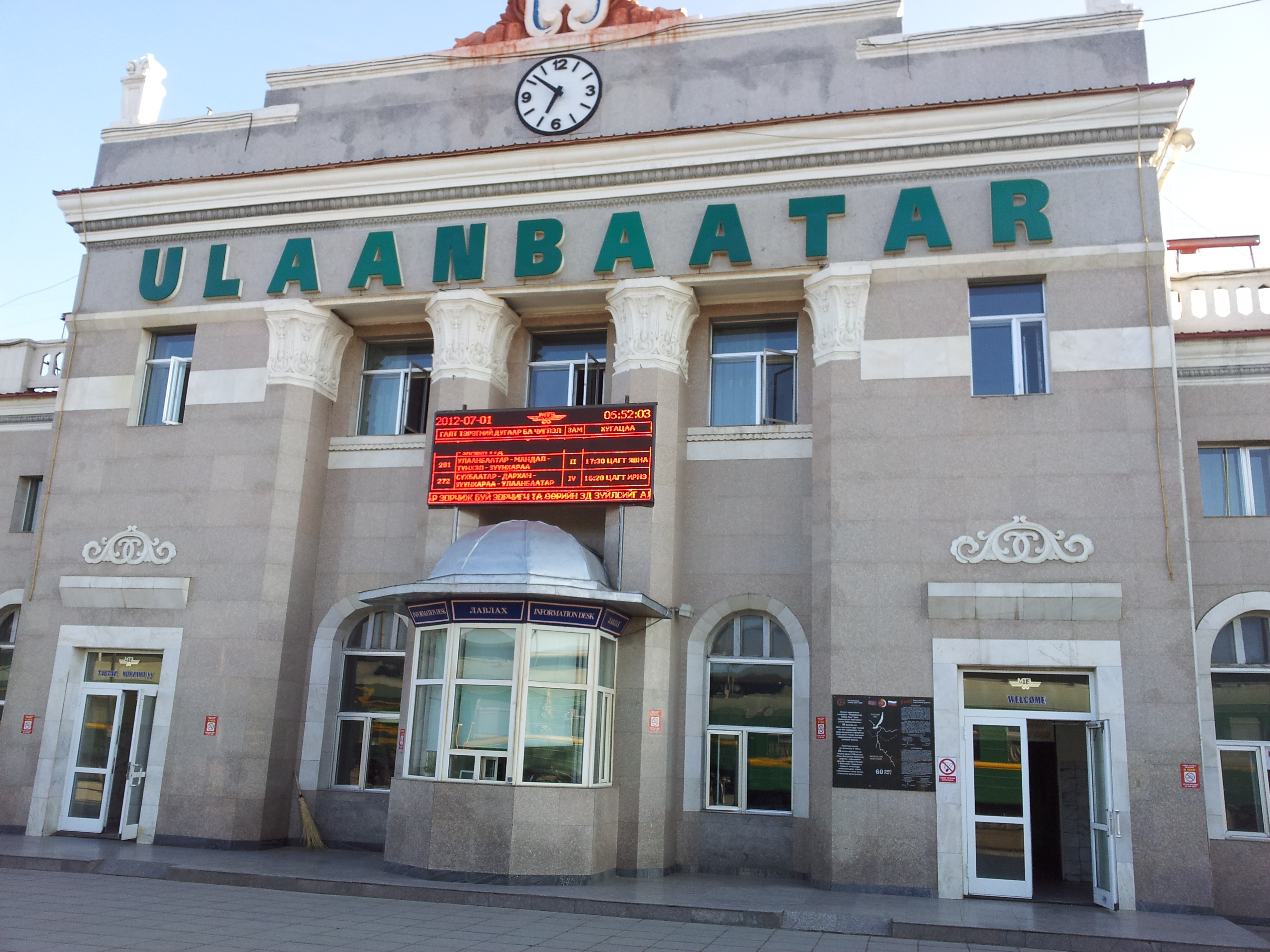